# Ne le dis à personne (roman)
Pour les articles homonymes, voir Ne le dis à personne.
Ne le dis à personne (Tell No One) est un roman policier à suspense de l'écrivain américain Harlan Coben, publié en 2001 et adapté au cinéma en 2006.

## Résumé
David Beck est un pédiatre qui adore son métier. Il l'exerce avec passion dans une clinique qui prend en charge les enfants défavorisés. Sa femme, Elizabeth, qu'il connaît depuis l'enfance, est assassinée par un tueur en série. Huit ans plus tard, David ne parvient toujours pas à tourner la page. C'est alors qu'il reçoit un mystérieux e-mail anonyme. Lorsqu'il clique sur le lien contenu dans ce message, une image apparaît. Stupéfait, David reconnaît le visage de sa femme sur cette vidéo filmée en temps réel. 
Abasourdi, David se remémore les détails de l'assassinat de son épouse, dont le propre père, officier de police, a formellement identifié le corps. Impatient, il guette le prochain message qui lui donne rendez-vous le lendemain. David va alors tout tenter pour faire éclater la vérité.

## Adaptation
Il a été adapté au cinéma sous le même titre en 2006 par le réalisateur français Guillaume Canet.
En 2003, un livre audio parait aux éditions VDB, interprété par José Heuzé.

## Personnages
- David Beck : pédiatre, il s'agit du personnage principal
- Elizabeth Beck : la femme du pédiatre, morte 8 années auparavant
- Linda Beck : la sœur de David
- Shauna : mannequin, c'est la petite amie de Linda
- Larry Gandle
- Eric Wu : homme de main de Griffin Scope
- Rebecca Schayes : une photographe, ancienne meilleure amie d'Elizabeth
- Hoyt Parke : le père d'Elizabeth
- Hester Crimstein : l'avocate de David Beck
- Griffin Scope
- Brandon Scope
- Tyrese